# سانتورینی
سانتورینی (یونانی: Σαντορίνη، به لاتین:Santorini، تلفظ: [sadoˈrini]) با نام سنتی ثِرا (به لاتین: Thera، تلفظ: ‎/ˈθɪrə/‎) و نام رسمی ثیرا (یونانی: Θήρα، لاتین: Thira، تلفظ: [ˈθira]) جزیره‌ای در دریای اژه در کشور یونان است و نزدیک به ۲۰۰ کیلومتری جنوب شرقی خاک اصلی یونان جای دارد و از گروه جزیره‌های کیکلادس است.
به دلیل محلی که جزیره واقع شده و رنگ سفید خانه‌ها و ابنیه بسیار معروف شده‌است.
سانتورینی در حدود ۳۶۰۰ سال پیش یک فوران عظیم آتشفشانی را شاهد بوده‌است و بدین ترتیب بیشتر قسمتهای امروزی جزیره را به بیرون ریخته‌است. در طول سالیان و قرن‌های بعدی، یونانیان بر لبه تیز این آتشفشان‌های بلند، روستاهایی را بنا نهادند که زیباییش در کنار آبی دل‌انگیز خلیج آن چشم هر بیننده‌ای را به خود معطوف می‌کند. در کنار خانه‌های سفید این جزیره می‌توان به گنبدهایی آبی که بر روی صخره‌های شیب‌دار ساخته شده‌اند نیز اشاره کرد.
سانتورینی به ساختمان‌های سفید و یکپارچه‌اش مشهور است. معماری بومی جزیره، با طراحی کمینه‌گرایی مخلوط شده‌است و کاملاً یکدست شده. این جزیره به دلیل آب و هوای شرجی و گرم مکان بسیار مناسبی برای زندگی دائم نیست.

## نگارخانه

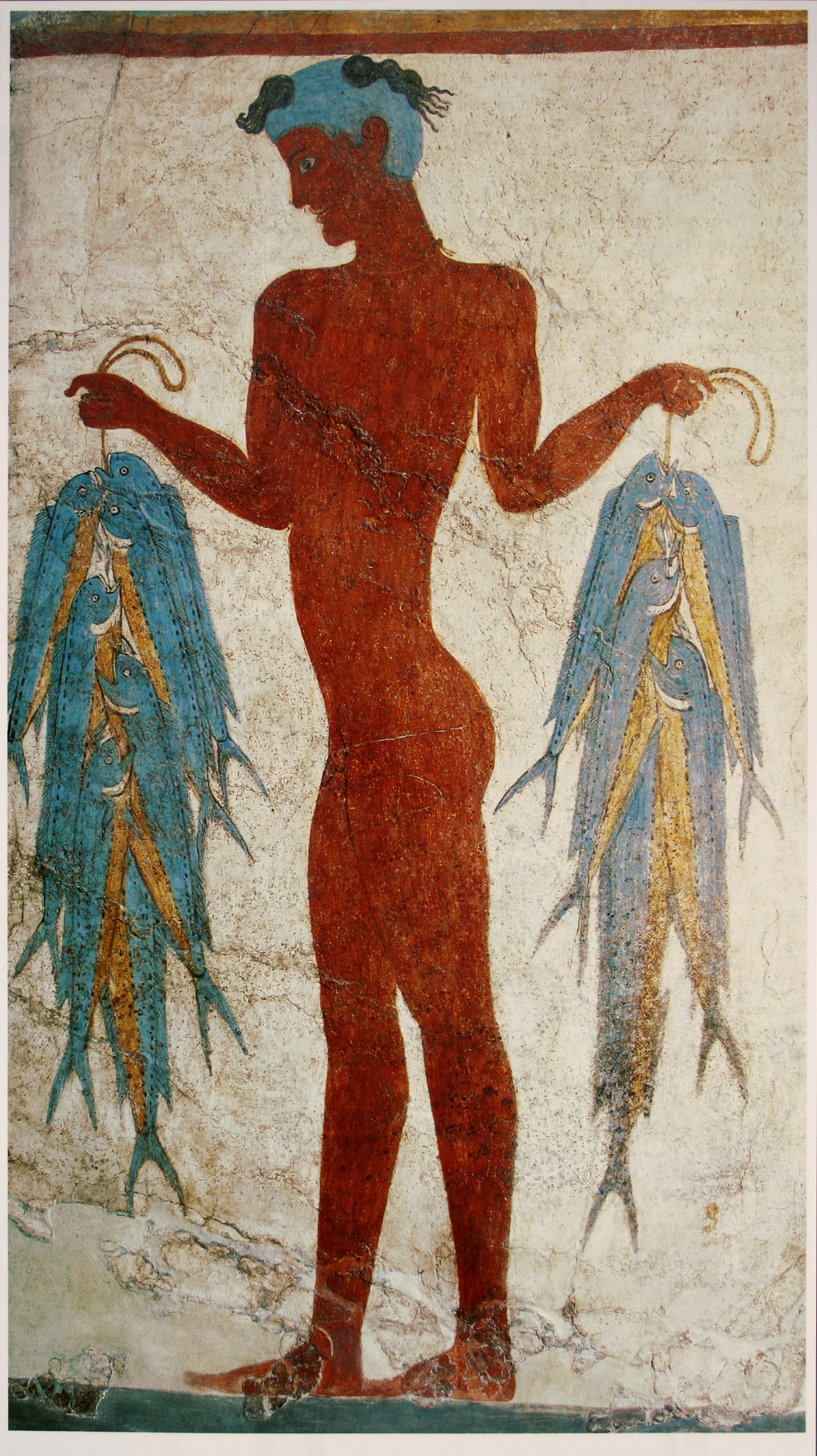
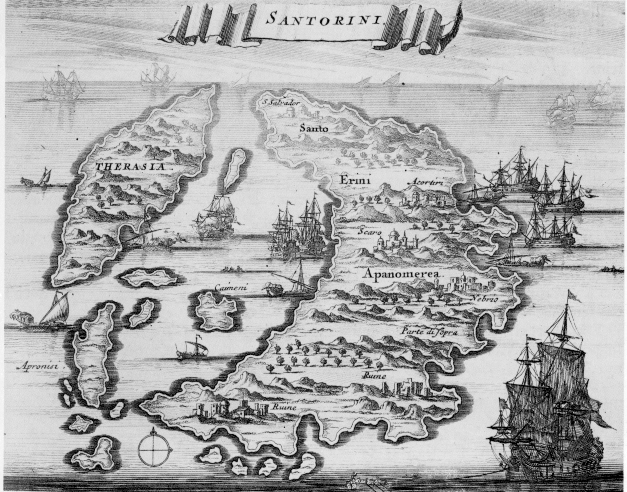
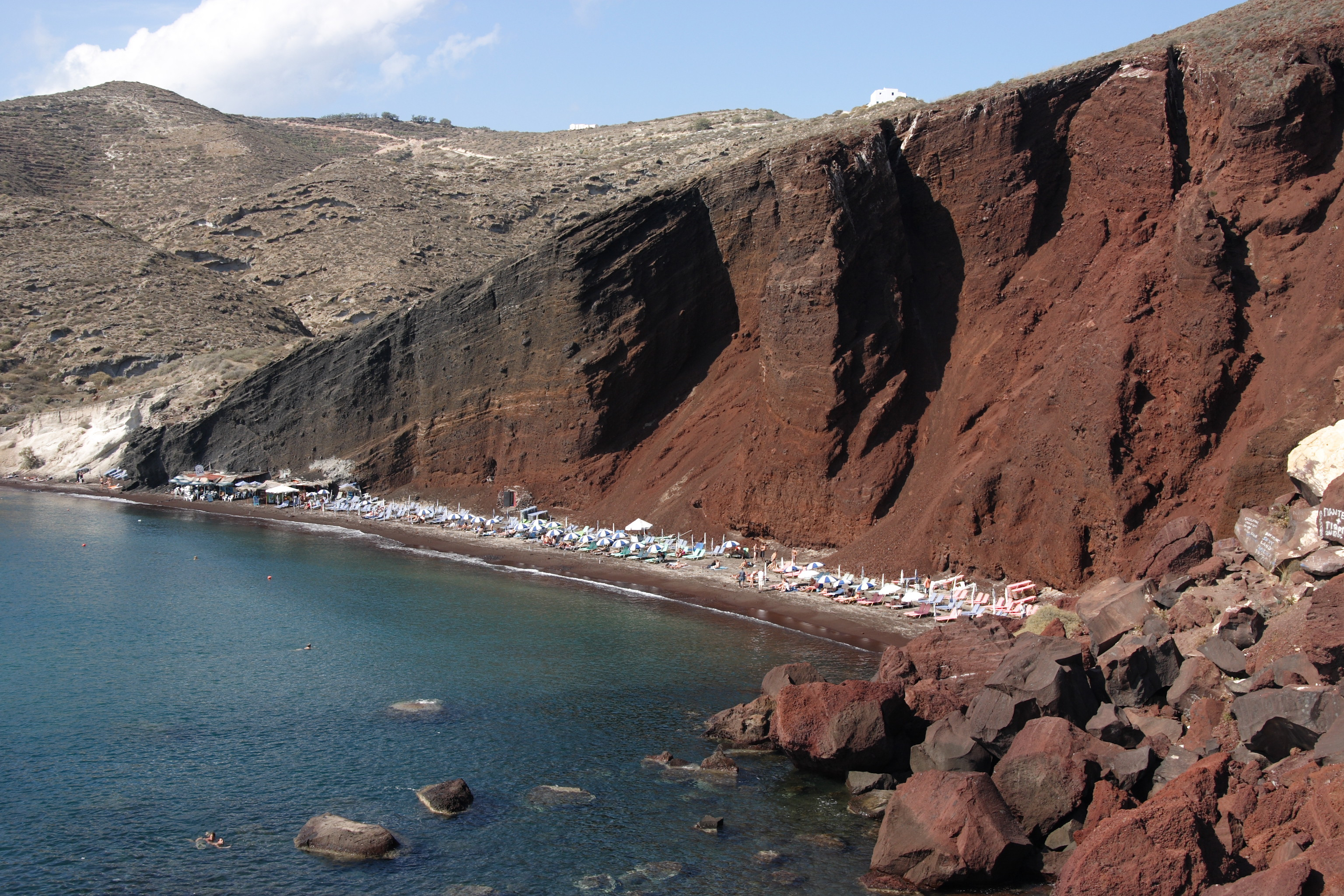
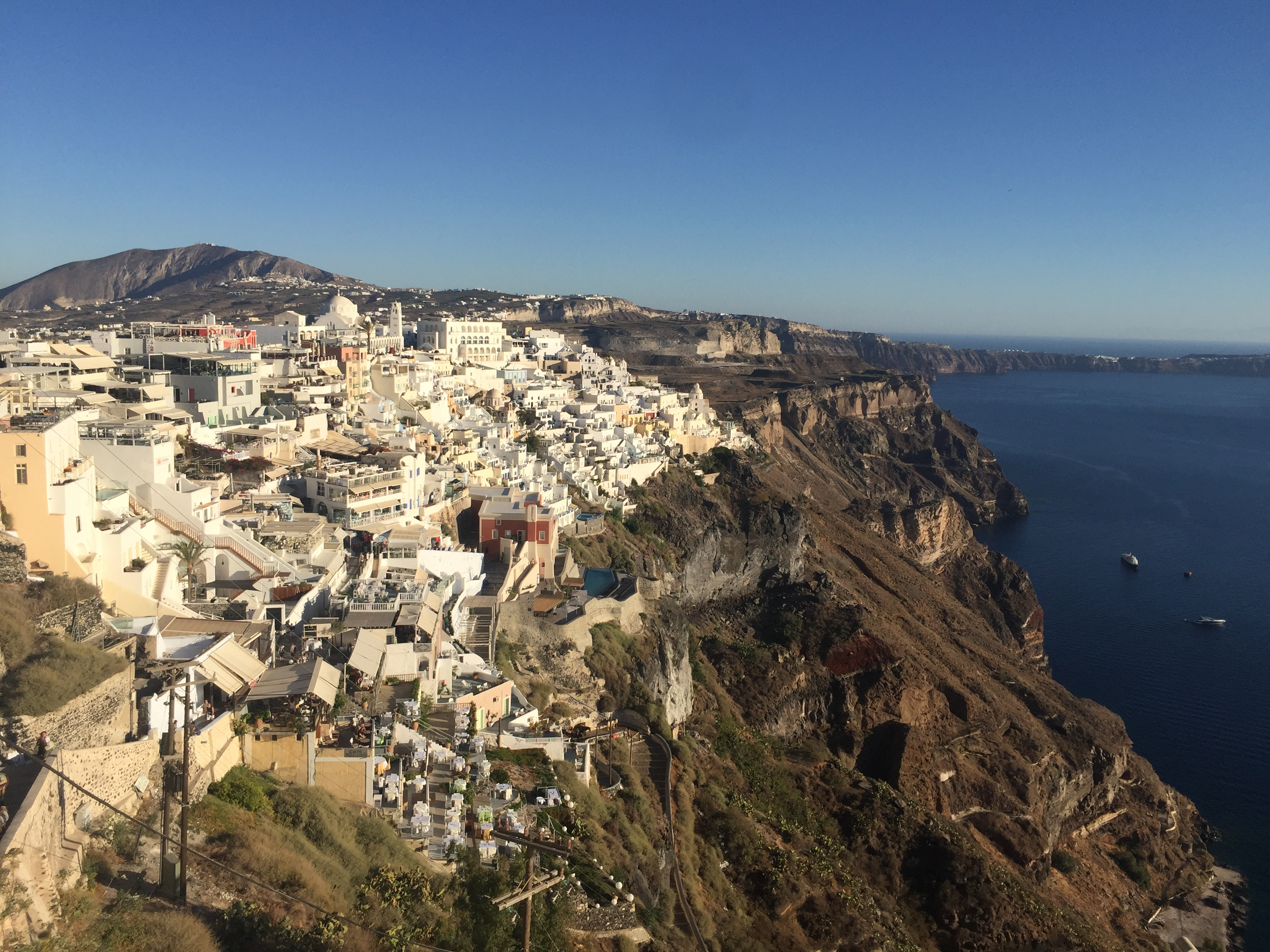
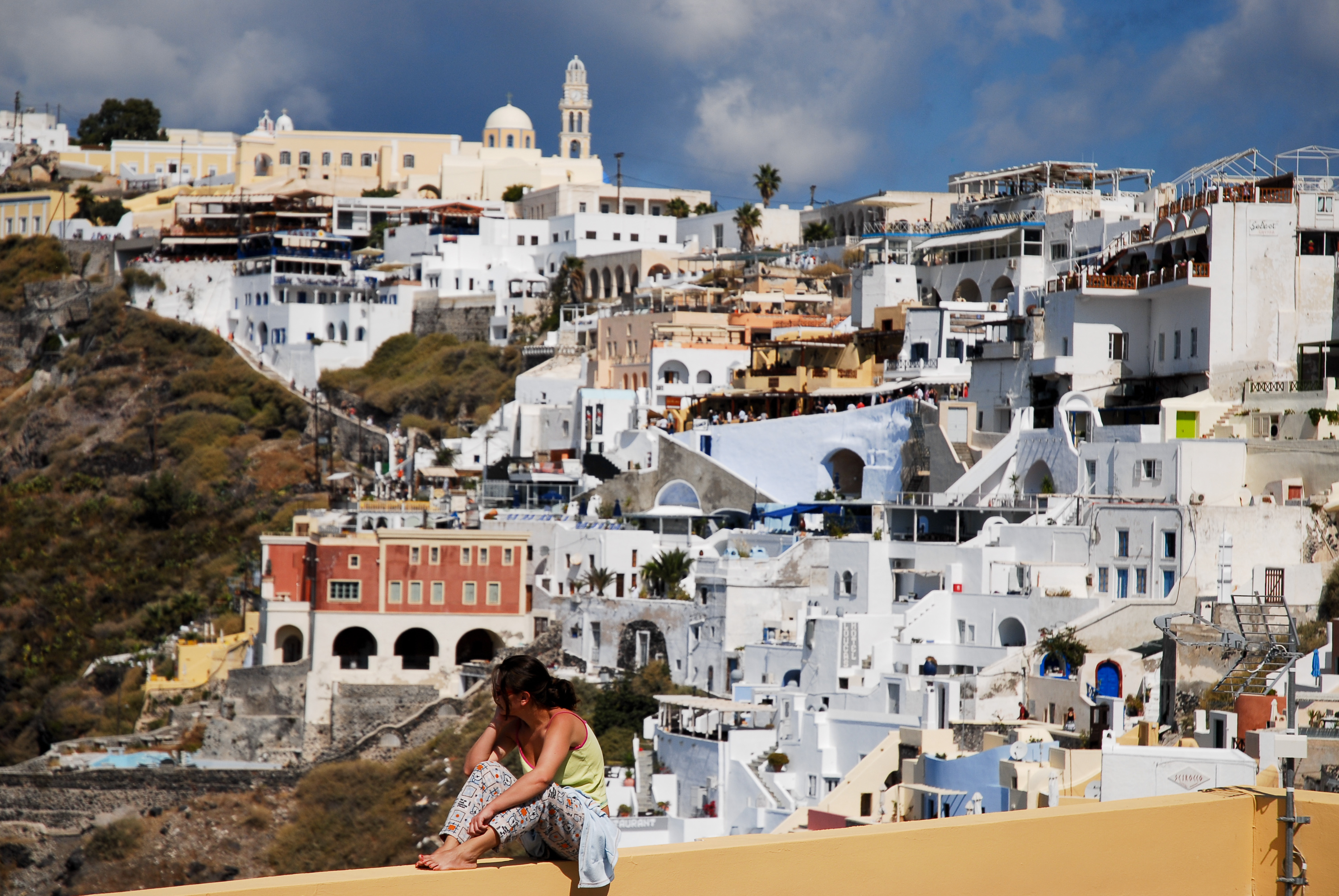
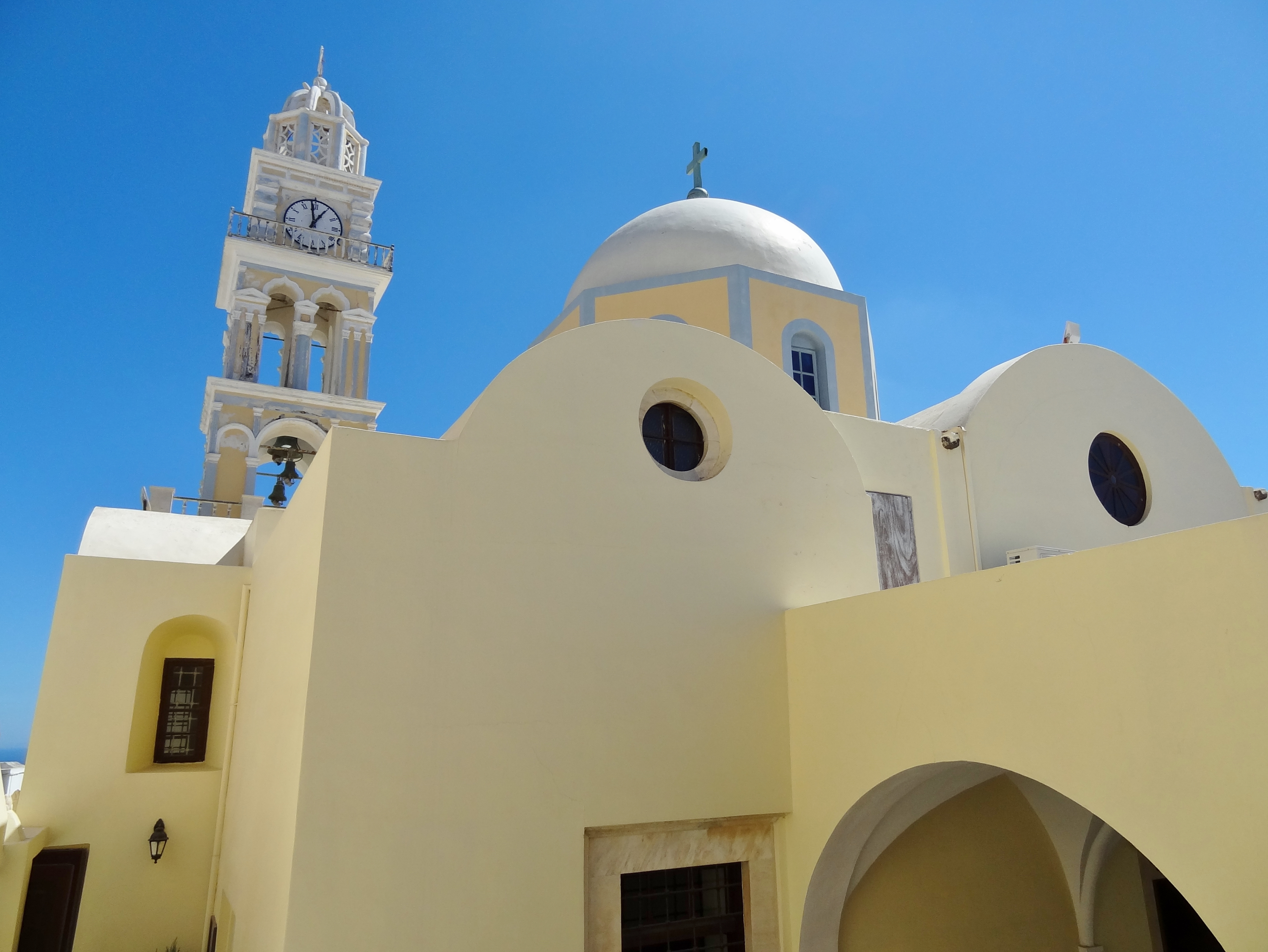
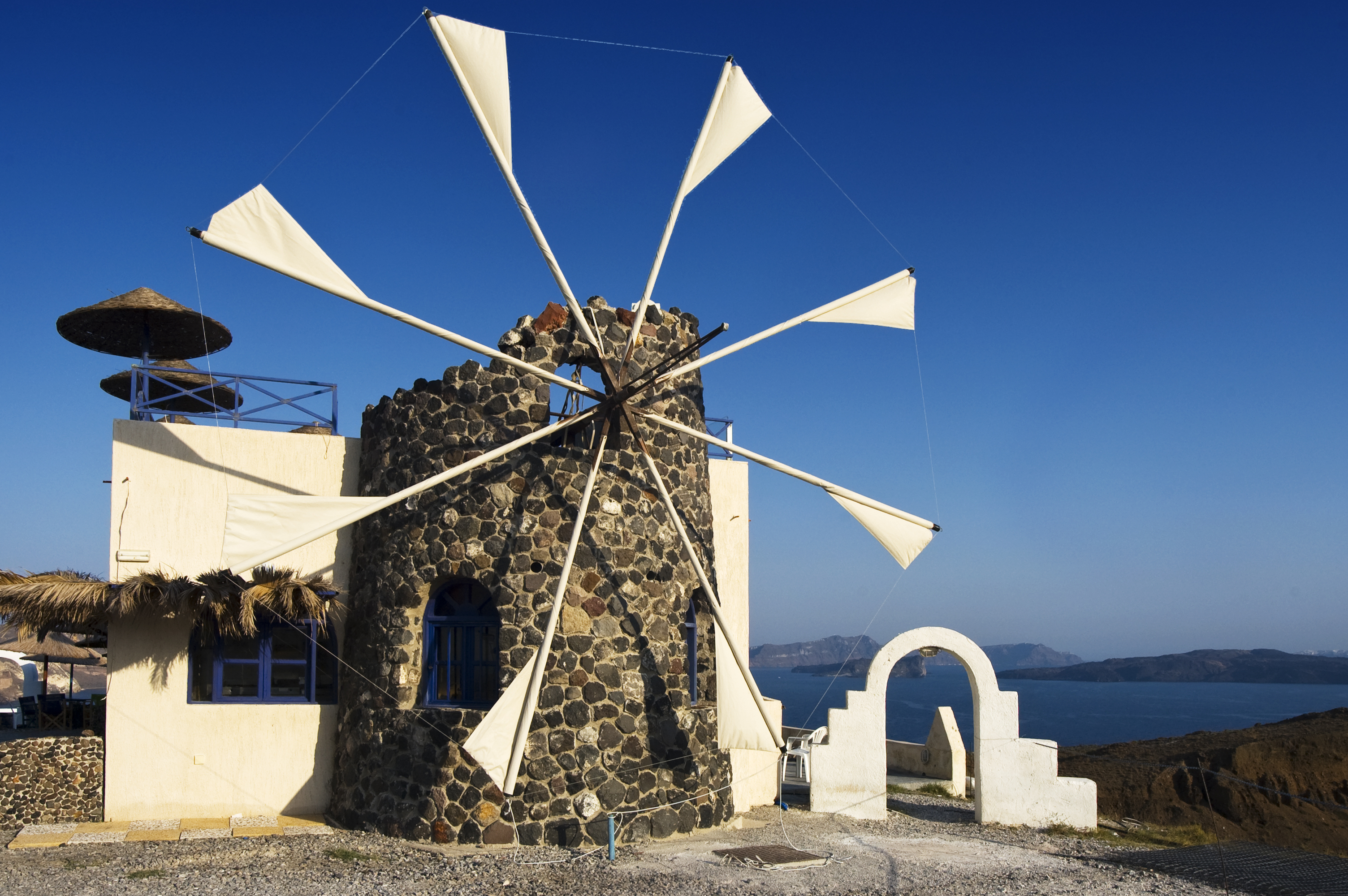
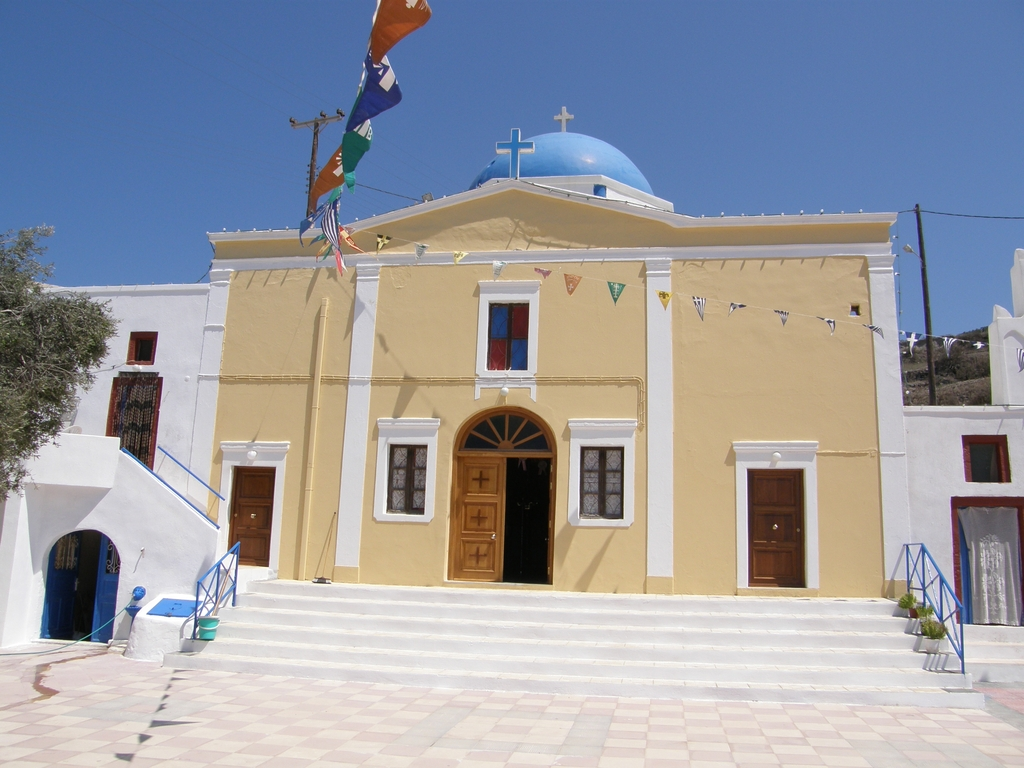
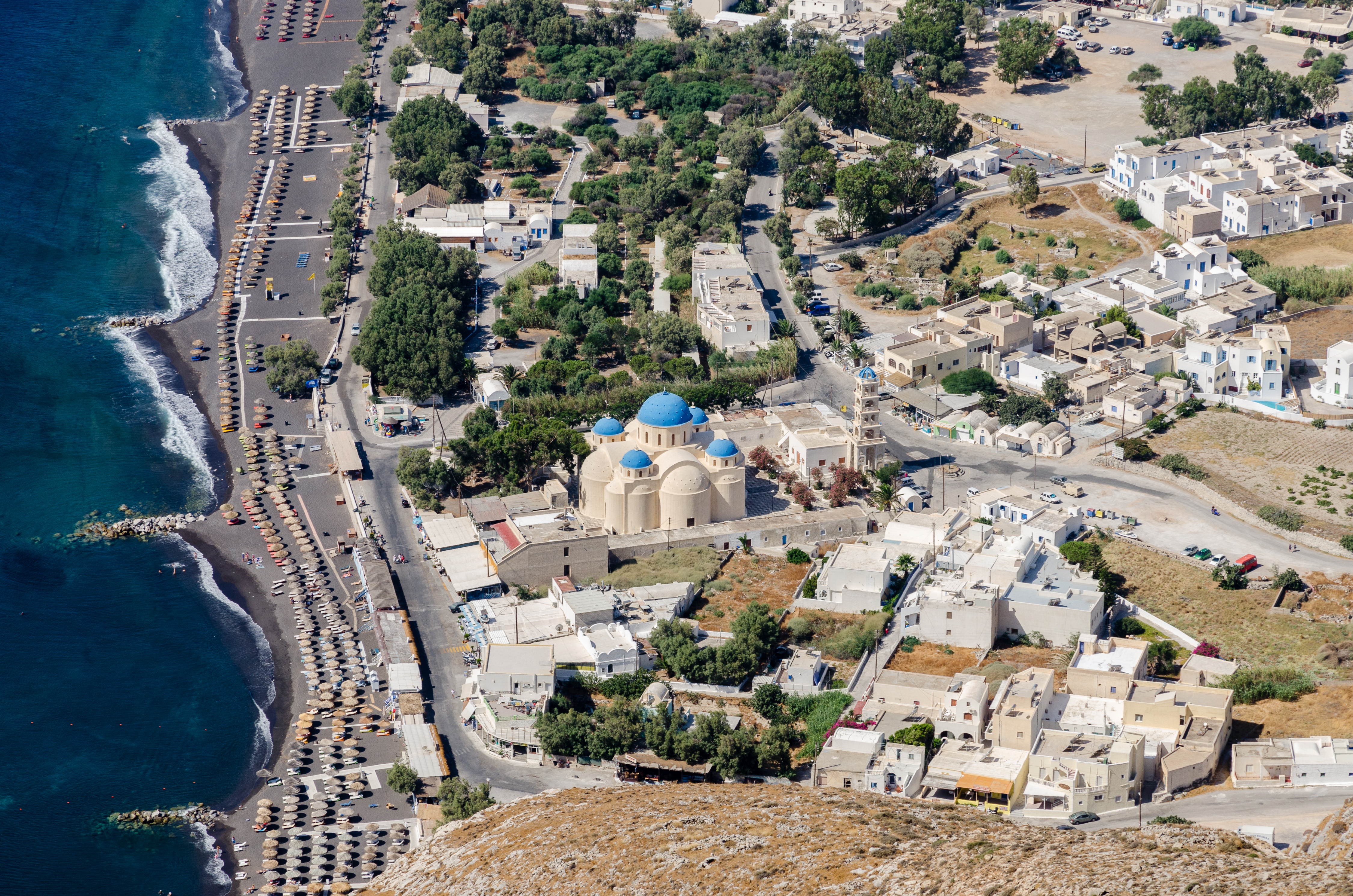
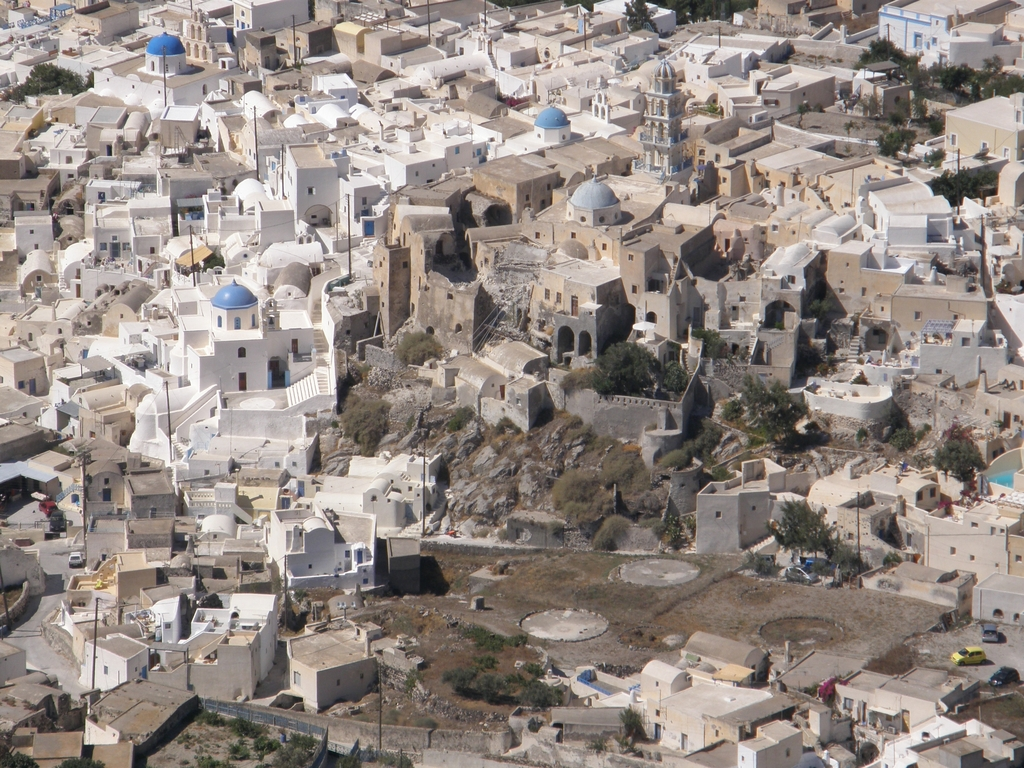
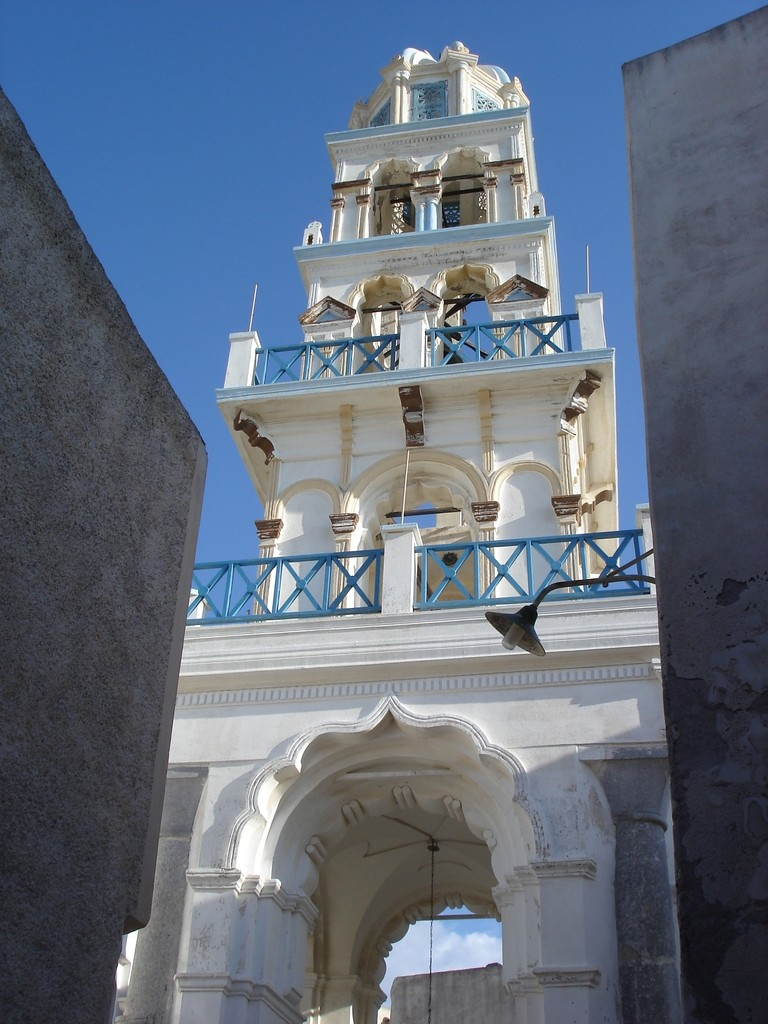
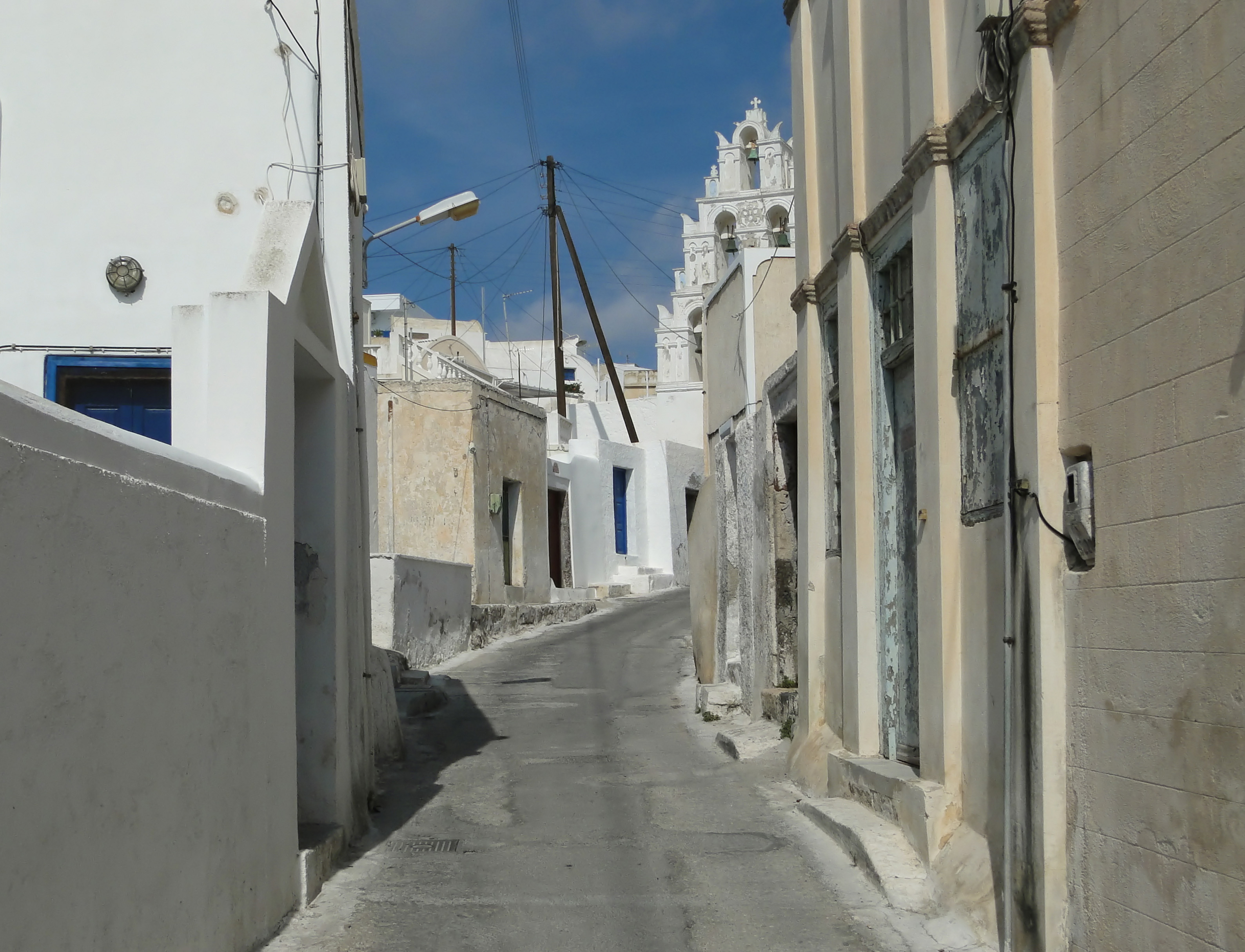
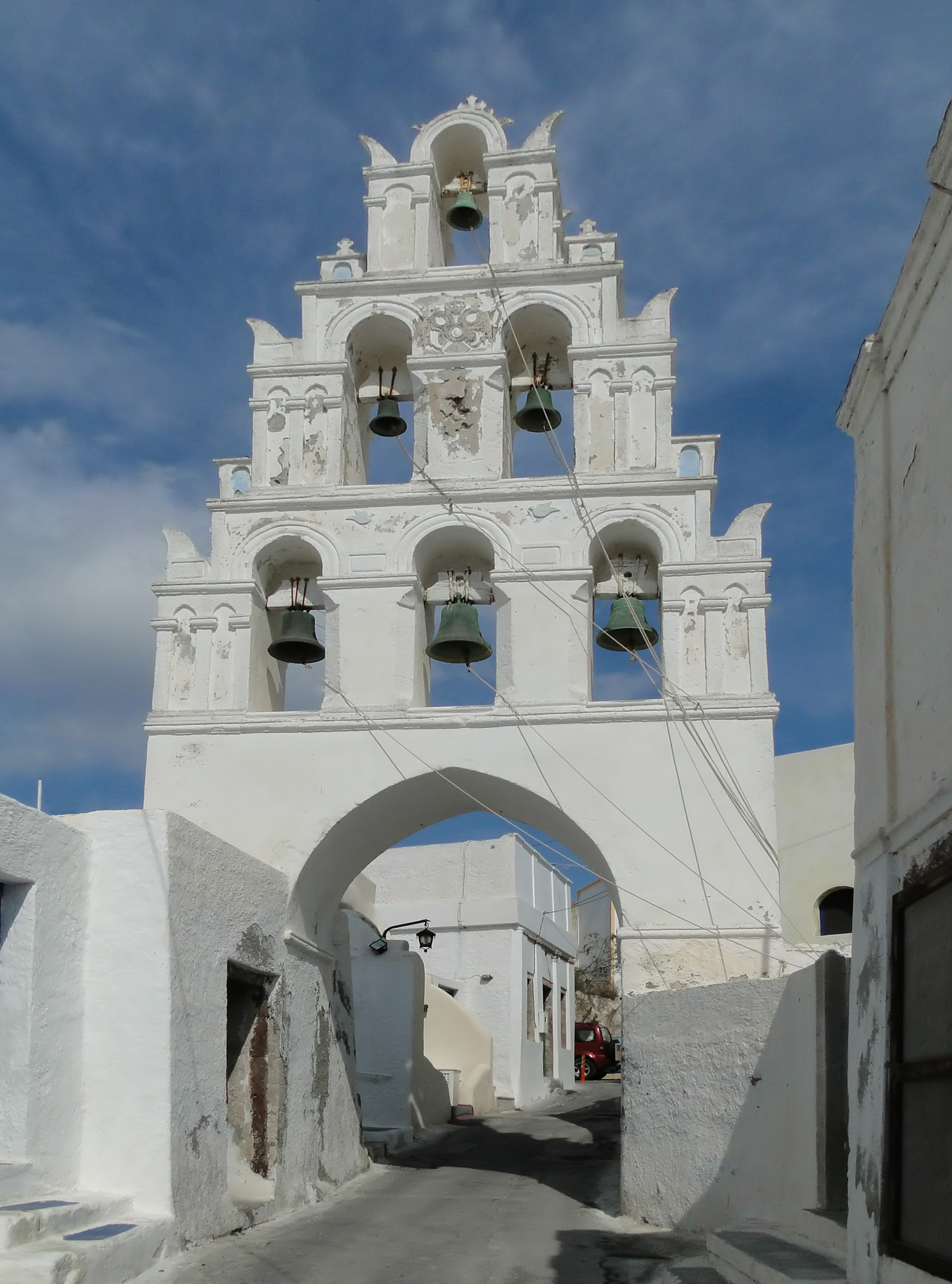
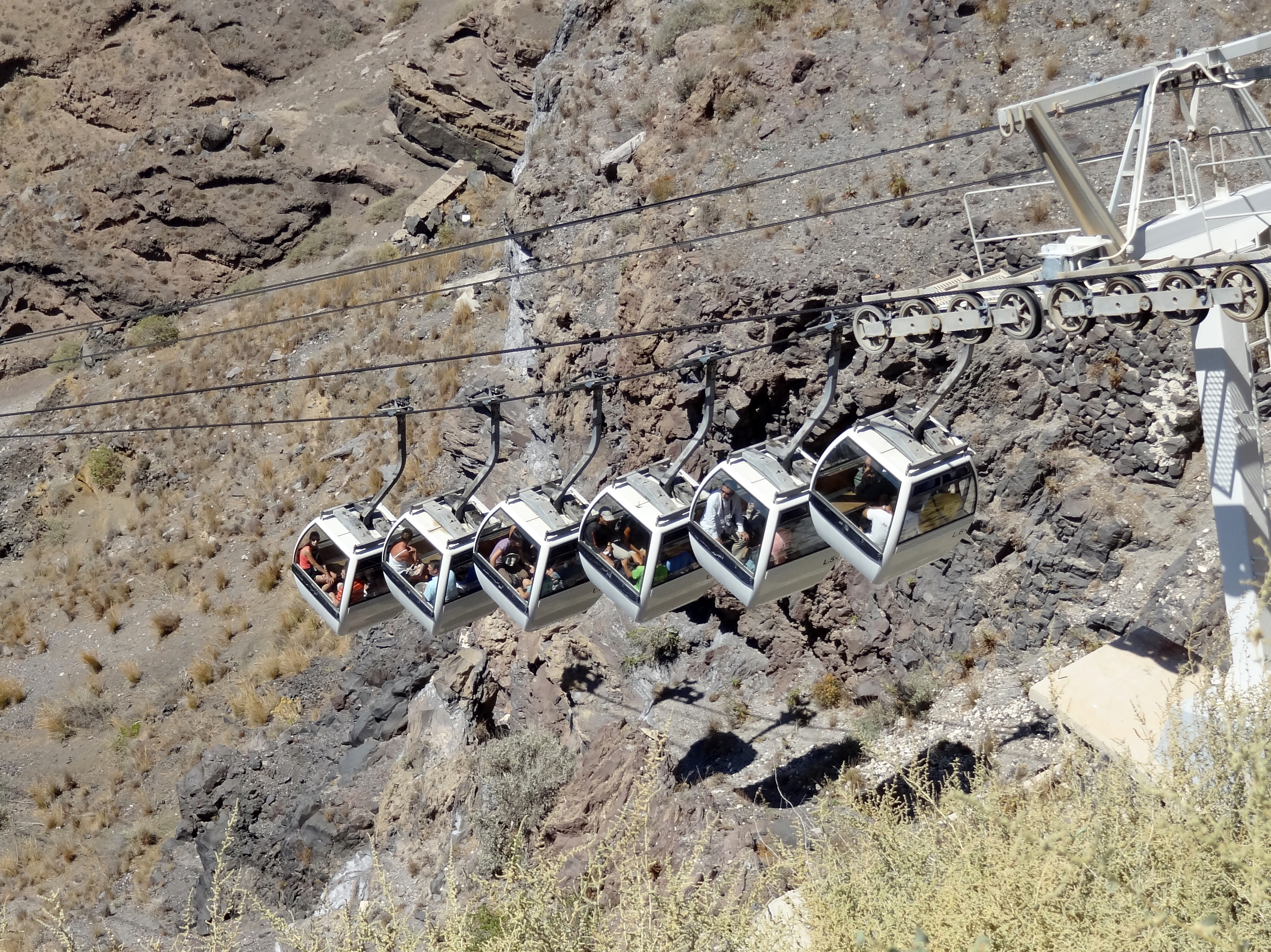
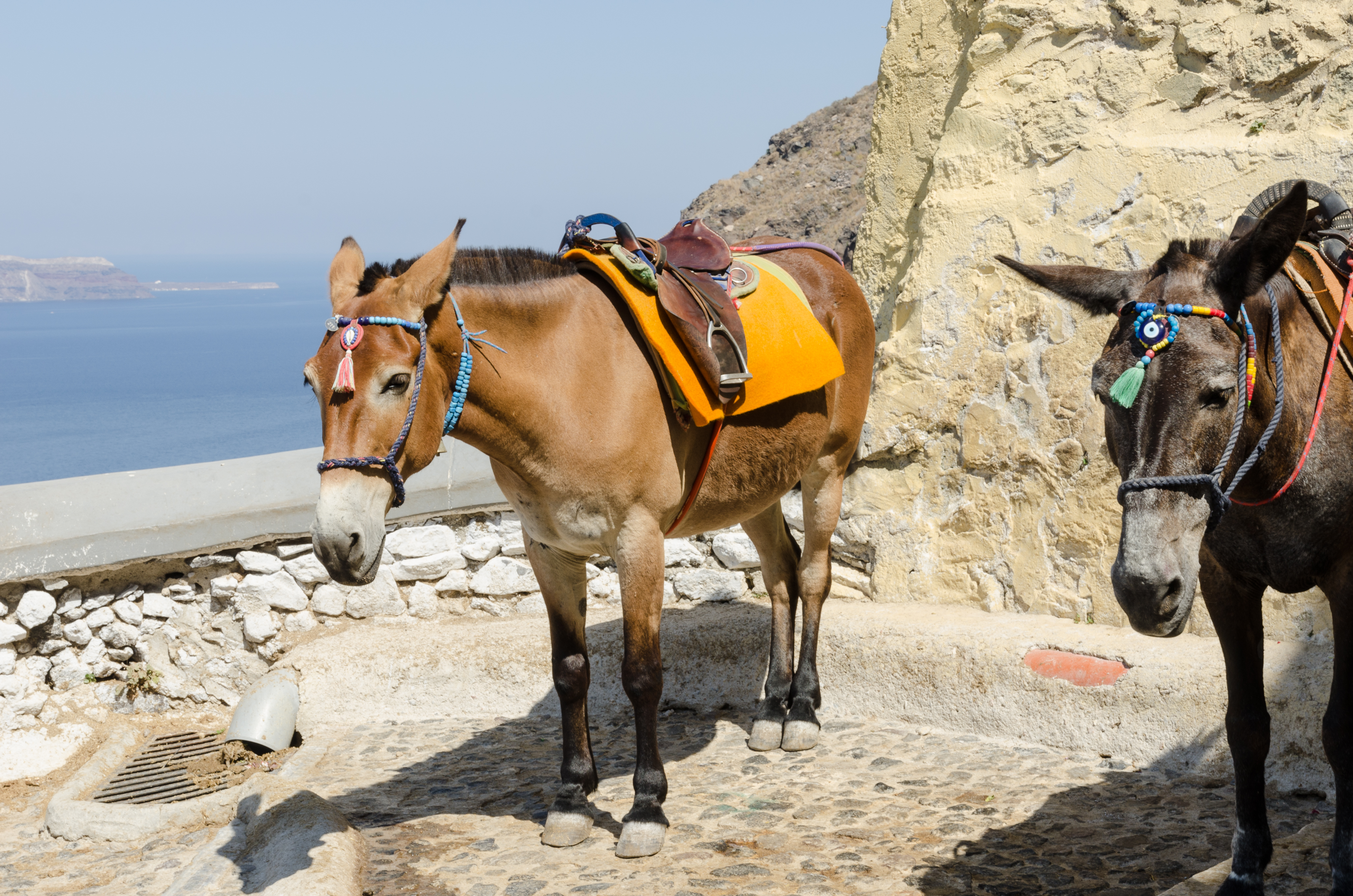